# Провулок Оксани Вороніної
Прову́лок Окса́ни Воро́ніної — провулок у Солом'янському районі міста Києва, місцевість Казенні дачі. Пролягає від вулиці Михайла Брайчевського до Машинобудівного провулку.
Прилучається вулиця Олекси Тихого.

## Історія
Провулок виник у 1-й третині XX століття під назвою Петровський (Петрівський). Назву провулок Металістів отримав 1955 року. Ліквідований разом із навколишньою малоповерховою забудовою наприкінці 1970-х — на початку 1980-х років, однак реально існує й донині. Сучасна назва на честь української акторки театру і кіно Оксани Вороніної — з 2024 року.
Попри ліквідацію один будинок досі має адресу «провулок Оксани Вороніної, 1», хоча розташований він зовсім не по трасі колишнього провулку, а деякі найновіші карти позначають як провулок Оксани Вороніної. Проїзд, що сполучає вулиці Вадима Гетьмана та Деснянську.
2015 року інформацію про провулок включено в офіційний довідник «Вулиці міста Києва» та Містобудівний кадастр Києва.